# Hoofdbureau van Politie (Waterkant)

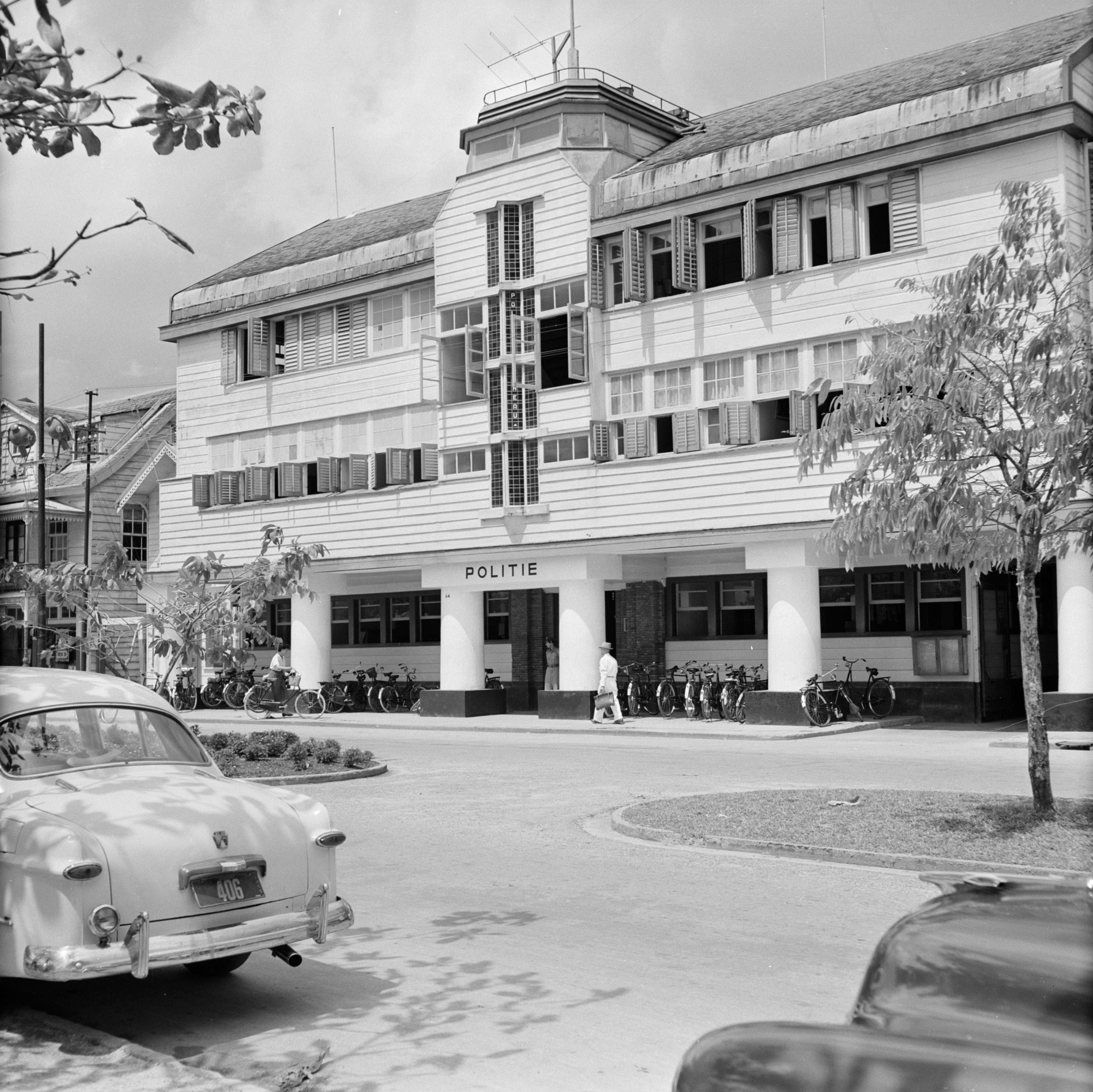
Het Hoofdbureau van Politie aan de Waterkant in 1955.

Het Hoofdbureau van Politie aan de Waterkant 64 was een monumentaal gebouw in Paramaribo, Suriname, dat tijdens de Sergeantencoup in  1980 in vlammen opging.
In 1860 stond aan de Waterkant 64 het grootste gebouw aan deze straat met twee bouwlagen en vijf dakkapellen. Omstreeks 1900 werd dit gebouw verhoogd naar drie bouwlagen. In die tijd stond het pand bekend als winkel Haas. In 1925 werd het pand omgebouwd tot hoofdbureau van politie, naar een ontwerp van Willem Eduard Sniphout (1890-1972). Zijn ontwerp volgde de Amsterdamse School onder meer gekenmerkt door de horizontale geleding, die bereikt werd door het aaneenschakelen van vensters. Deze zien eruit als een horizontale band omdat ze een accentkleur hebben gekregen.
Tijdens de Sergeantencoup op 25 februari 1980 ging dit gebouw verloren en werd niet herbouwd.
In 1984 werd door de toenmalige regering op deze plek een Monument van de Revolutie opgericht.